# Ricardo Castro Herrera
Ricardo Rafael de la Santísima Trinidad Castro Herrera (7. února 1864 Durango – 28. listopadu 1907 Ciudad de México), lépe známý jako Ricardo Castro, byl mexický pianista a skladatel, považovaný za posledního romantického hudebníka období porfiriátu.

## Životopis

### Raná léta
Ricardo Castro se narodil v Hacienda de Santa Bárbara, Municipio de Nazas, Durango, Mexiko v roce 1864 jako syn Vicente Castra a Maríe de Jesús Herrera. Vystudoval základní školu ve městě Durango a v šesti letech započal studium hudby u mistra Pedra H. Cisnerose. V roce 1879 se s rodinou přestěhoval do Cuidad de México, aby mohl studovat na střední škole, ale ve věku 13 let se zapsal na konzervatoř Conservatorio Nacional de Música, kde studoval hru na klavír u Juana Salvatierry a Julia Ituarteho spolu s teorií hudební kompozice a harmonie u Melesia Moralese. Jeho hudební nadání bylo zjevné a studijní program, který obvykle trval deset let, absolvoval během pouhých pěti let. Studium ukončil v roce 1883.
Svou kariéru ale zahájil ještě před dokončením studia jako koncertní pianista a skladatel a v roce 1882 získal dvě ceny, jednu jako pianista na výstavě Exposición de Queretaro a druhou jako skladatel na výstavě Exposición de Veracruz. V roce 1883, ve věku 19 let, dokončil svoji první symfonii v c moll nazvanou Sagrada, která byla vydána až v roce 1988, 81 let po jeho smrti.

### Skladatel a koncertní umělec
V roce 1883 vybrala mexická vláda několik jeho děl, která měla být poslána do Venezuely jako součást oslav stého výročí narození osvoboditele Simóna Bolívara. V březnu 1885 reprezentoval Mexiko na výstavě Exposición Algonodera Internacional v New Orleans a mezi lety 1885 a 1886 uskutečnil koncertní turné po různých městech ve Spojených státech: Chicagu, Filadelfii, Washingtonu DC a New Yorku.
Spolu s Gustavem Ernestem Campou a Juanem Hernándezem Acevedem založil v roce 1886 hudební institut Campa-Hernández Acevedo, kde vedl teoretické a praktické hodiny klavíru. V té době už byl Ricardo Castro v Mexiku i v zahraničí dobře známý díky svým skladbám i svému mistrovskému hraní na klavír.
V roce 1892 založil spolu s dalšími skladateli společnost Sociedad Anónima de Conciertos. Ta pořádala koncerty, na kterých Castro uváděl premiéry mnoha děl pro klavír a orchestr. V roce 1895 také založil společnost Sociedad Filarmónica Mexicana, která měla sloužit pro šíření komorní hudby.
V roce 1896, kdy byla slavnostně otevřena koncertní síň Casa Wagner, Castro dirigoval její zahajovací koncert a ve stejném roce měla v divadle Teatro Renacimiento premiéru jeho opera Atzimba, pojednávající o dobytí Michoacánu. V roce 1900 publikoval články o hudbě v různých novinách v Mexico City a v roce 1902 cestoval po 17 městech v Mexiku, kde uspořádal 30 koncertů. Ve městě Guadalajara, hlavním městě státu Jalisco, účinkoval v září v Teatro Degollado.

### Cesta do Evropy
Castro obdržel grant od mexické vlády, aby zdokonalil své hudební vzdělání a mezi lety 1903-1906 pobýval v různých městech v Evropě, kde také pořádal kurzy, přednášky a koncerty na konzervatořích v Paříži, Berlíně, Londýně, Bruselu, Římě., Miláně a Lipsku. V Evropě absolvoval také hodiny klavíru u venezuelské pianistky Teresy Carreño, které věnoval skladbu Pres de Ruisseau.

### Ředitel Národní hudební konzervatoře
Po svém návratu z Evropy v roce 1906 ho Justo Sierra jmenoval ředitelem konzervatoře Conservatorio Nacional de Música. Post začal vykonávat 1. ledna 1907, ale zemřel o několik měsíců později, 28. listopadu 1907, na následky zápalu plic. Dožil se 43 let.

## Styl a tvorba
Mezi jeho díla patří valčík Capricho (nejpopulárnější a nejznámější), jeho opery Atzimba, La Leyenda de Rudel, Don Juan de Austria, Satán vencido a El beso de la Rousalka. Část Atrzimby byla ve 20. století ztracena a o existenci posledních tří oper se dozvídáme pouze ze zmínek, ale není jasno, zda je skutečně složil. Také skládal komorní hudbu a Symfonii v d moll (1893), Concierto para violonchelo y orquesta (1902), který měl premiéru v belgických Antverpách, a Concierto para piano y orquesta (1904), první svého typu v Latinské Americe. Pianistka Eva María Zuk, jedna z jejích hlavních interpretek, ho popisuje jako koncert s velkým ctnostným obsahem, na kterém lze ocenit vlivy evropské hudby té doby (zejména francouzské), ale jsou zde viditelné i latinské charakteristiky, konkrétně určité tradiční Mexické tance, zejména v prvním ze svých tří pohybů; třetí je polonaise.
Ricardo Castro byl velkým obdivovatelem Chopina a je jediným mexickým skladatelem, který skládal polonézy pro sólový klavír. Skládal také mazurky, stejně jako ostatní skladatelé té doby. Jedno z jeho nejvýznamnějších děl je Tema variado, které vychází ze Schumannova symfonického stylu.
Ricardo Castro byl součástí takzvané „Skupiny šesti“, kterou také tvořili Gustavo E. Campa, Juan Hernández Acevedo, Carlos J. Meneses, Ignacio Quesada a Felipe Villanueva. Skupina se vyznačovala francouzským stylem, ačkoli Castro byl jediným ze šesti, který okusil impresionismus, inspirovaný především hudbou Debussyho. Má se za to, že Castrova tvorba vedla k nástupu modernismu v mexické koncertní hudbě.
S výjimkou Vals Capricho není práce Ricarda Castra moc známá ani Mexičanům. Dědici Ricarda Castra jmenovali dirigenta Josého F. Vásqueze opatrovníkem jeho děl, protože se významně zasloužil o šíření Castrovy tvorby.

## Knihy o Castrovi
V rámci stého výročí jeho úmrtí vydali 28. listopadu 2007 autoři Emilio Díaz Cervantes a Dolly de Díaz knihu Ricardo Castro, Genio de México . V roce 2009 byla vydána kniha Glorie Carmonové (výzkumné pracovnice CENIDIM) s názvem Álbum de Ricardo Castro: investigación iconográfica y documental. Nakonec byla v roce 2020 vydána kniha muzikologa Rogelia Álvareza Menesa s názvem El compositor mexicano Ricardo Castro (1864-1907): vida y obra, která je považována za nejucelenější práci, která byla o tomto autorovi publikována.

## Dílo

### Seznam děl pro klavír
- Danza Frívola
- Gavotte et Musette, Op. 45
- Nostalgie, Op. 44
- Valse intime, Op. 9, no. 1
- Preludio op. 18
- Sarabande
- Impromptu en forma de Polca
- Amor filial, fantasía poética (1880)
- Vals Capricho, Op. 1
- Vals Capricho para Piano y Orquesta, Op. 2
- Nerveux et Gracieux, Deux mazurkas, Op. 3
- Clotilde, vals elegante, Op. 4
- Ballade en sol mineur, Op. 5
- Scherzino, Op. 6
- Douze etudes pour piano d'apres Clementi, Op. 7
- Trois pensées musicales, Op. 8
  - Appassionato
  - Melodie
  - Menuet
- Minueto en La bemol, Op. 9, no. 2
- Aires nacionales mexicanos, Capricho brillante, Op. 10
- Polonaise, Op. 11
- Laender, Op.12, no. 1
- Valse-bluette, Op. 12, no. 2
- Six préludes, Op. 15
  - Feuille d'album
  - Barcarole
  - Rêve
  - Sérènade
  - Nocturne
  - Etude
- Près du Ruisseau, Op. 16
- Valse impromptu, Op.17
- Suite, Op. 18
  - Prélude - Moderato
  - Sarabande - Andante
  - Caprice - Vivo
- Valse rêveuse, Op. 19
- Estudio de concierto, no. 1, 2, Op. 20
- Minué, Op. 23
- Deux morceux de concert, Op. 24
  - Gondoliera (Souvenir de Venise)
  - Tarantella
- Valse de concert, Op. 25
- Valse arabesque, Op.26, no. 1
- Berceuse, Op. 26, no. 2
- Impromptu en forma de valse, Op. 28, no. 1
- Impromptu en forma de polca, Op. 28, no. 2
- Improvisaciones, 8 danzas características mexicanas, Op. 29
- Deux pieces intimes, Op. 30
  - Valse sentimentale
  - Barcarolle
- Vals amoroso, Op. 31, no. 2
- Menuet a Ninon, Op. 32
- Moment de valse, Op. 34, no. 1
- Petite Marche militaire, Op. 34, no. 2
- Berceuse, Op. 36, no. 1
- Valse mélancolique, Op. 36, no. 2
- Barcarolle, Op. 37, no. 1
- Valse fugitive, Op. 37, no. 2
- Menuet rococo, Op. 38, no. 1
- Plainte, Op. 38, no. 2
- Valse printanière, Op. 39
- Menuet humoristique, Op. 40
- Impromptu, Op.41
- Scherzando, Op. 42
- Fileuse, Op. 43
- Mazurka, Op. 46
- Thème Varié, Op. 47
- Primero nocturno en Si menor, Op. 48
- Segundo nocturno en Fa# menor, Op. 49
- Alegría de corazón
- Canción sin palabras
- Canto de amor
- Cuatro danzas
  - Coquetería
  - Declaración
  - Si...
  - En vano
- Deuxième polonaise
- Josefina, Vals
- Mazurca en si menor
- Mazurca melancólica
- Scherzetto
- Soirées mondaines (Cinq valses legéres)
  - Vibration d'amour
  - Parfums de Vienne
  - Paris entrainant
  - Fleurs, femmes et chant
  - Frivole passionnée
- Valse capricieuse
- Vals caressante (Vals cariñoso)

### Opery
- Atzimba (1901)
- La Leyenda de Rudel
- Don Juan de Austria
- Satán vencido
- El beso de la Rousalka

### Další díla
- Orquestación de la ópera Zulema de Ernesto Elorduy
- Romance Op. 21 para violín y piano (dedicada a Joseph White)
- Melodía Op. 35 para violín y piano
- Minuetto Op. 23 para instrumentos de arco
- Concierto para chelo y orquesta
- Concierto para piano y orquesta
- 2 Sinfonías
- Oithona, poema sinfónico